# تاسمولا (منطقه)
تاسمولا (انگلیسی: Barrows of Tasmola) گورپشته‌ای در قزاقستان و جزء میراث جهانی یونسکو است.